# Christopher Monckton
Christopher Monckton, 3e vicomte Monckton de Brenchley (né le 14 février 1952) est un orateur public britannique et pair héréditaire. Il est connu pour son travail de journaliste, conseiller politique conservateur, candidat politique de l'UKIP et pour son invention du puzzle mathématique Eternity.

## Vie privée
Monckton est le fils aîné du major-général Gilbert Monckton, 2e vicomte Monckton de Brenchley (1915-2006), et de Marianna Letitia, vicomtesse Monckton de Brenchley (née Bower ; 1929-2022), ancienne grand shérif de Kent et dame de Malte. Il a trois frères, Timothy, Jonathan et Anthony, et une sœur, Rosa Monckton, épouse du journaliste Dominic Lawson.
Monckton fait ses études à la Harrow School et au Churchill College de Cambridge, où il obtient un BA (Classics, 1974, maintenant MA), et à l'University College de Cardiff, où il obtient un diplôme en études de journalisme. En 1990, il épouse Juliet Mary Anne Malherbe Jensen.
Monckton est membre de la Worshipful Company of Broderers, Officier de l'Ordre de Saint-Jean de Jérusalem, Chevalier d'Honneur et de Dévotion de l'Ordre Souverain Militaire de Malte et membre de la Commission Catholique des Médias de Masse. Il est également un Day Skipper qualifié auprès de la Royal Yachting Association et est administrateur du Hales Trophy for the Blue Riband of the Atlantic depuis 1986.
À la mort de son père en 2006, Monckton hérite du titre de vicomte Monckton de Brenchley, mais en raison de la loi de 1999 sur la Chambre des Lords, il n'a pas de siège à la Chambre des lords.

## Carrière

### Journalisme
Monckton rejoint le Yorkshire Post en 1974, à l'âge de 22 ans, où il travaille comme journaliste. De 1977 à 1978, il travaille au bureau central conservateur en tant qu'attaché de presse, devenant rédacteur en chef du journal catholique The Universe en 1979, puis rédacteur en chef du magazine The Sunday Telegraph en 1981. Il rejoint le journal londonien Evening Standard en tant qu'éditorialiste en 1982. Après une interruption dans sa carrière de journaliste, Monckton devient rédacteur en chef adjoint du journal tabloïd nouvellement créé et aujourd'hui disparu. Today en 1986. Il est consultant pour l'Evening Standard de 1987 à 1992 et en est le rédacteur en chef de 1990 à 1992.

### Entrepreneuriat
En 1995, Monckton et sa femme ouvrent Monckton's, un magasin de chemises à King's Road, Chelsea.
En 1999, Monckton crée et publie le puzzle Eternity, un puzzle géométrique qui consiste à recouvrir un dodécagone de 209 polygones de forme irrégulière appelés « polydrafters ». Un prix d'un million de livres sterling est remporté après 18 mois par deux mathématiciens de Cambridge. A cette époque, 500 000 puzzles avaient été vendus. Monckton lance le puzzle Eternity II en 2007, mais après la période de quatre ans, aucun gagnant ne se présente pour réclamer le prix de 2 millions de dollars.
Monckton est administrateur de Resurrexi Pharmaceutical. Il affirme être « responsable de l’invention et du développement d’un traitement à large spectre contre les maladies infectieuses ». Dans le documentaire de la BBC « Meet the Sceptics » (2011), il affirme s'être guéri de la maladie de Basedow. Dans une interview accordée à la Radio Nationale australienne, Monckton déclare que ses méthodes avaient connu quelques succès initiaux, mais "nous ne pouvons pas prétendre que nous pouvons guérir quoi que ce soit".

### Carrière politique

#### Conseiller politique du Parti conservateur
En 1979, Monckton rencontre Alfred Sherman, qui a cofondé le groupe de réflexion pro-conservateur le Centre for Policy Studies (CPS) avec Margaret Thatcher et Keith Joseph en 1974. Sherman demande à Monckton de rédiger les procès-verbaux des réunions des groupes d'étude du CPS. Monckton est ensuite secrétaire des groupes d'étude sur l'économie, la stratégie prospective, la santé et l'emploi du centre. Il écrit un article sur la privatisation des logements sociaux au moyen d'un programme de loyer contre hypothèque qui attire l'attention de Downing Street. Ferdinand Mount, chef de l' unité politique numéro 10 et ancien directeur du CPS, recrute Monckton dans l'unité politique en 1982 comme spécialiste domestique avec des responsabilités en matière de logement et d'affaires parlementaires,, travaillant aux côtés de Mount et Peter Shipley sur des projets tels que la suppression progressive des logements sociaux. Il quitte l'unité en 1986 pour rejoindre le journal Today,.

#### Candidature aux élections partielles de la Chambre des Lords
Monckton hérite d'une pairie après l'adoption de la House of Lords Act 1999 qui prévoit que « [n]ul ne sera membre de la Chambre des lords en vertu d'une pairie héréditaire ».
Monckton se présente sans succès à quatre élections partielles pour les sièges vacants par le décès d'un des 92 pairs héréditaires restant dans les Lords après les réformes de 1999. Il se présente pour la première fois à un siège conservateur lors d'une élection partielle en mars 2007 et figure parmi 31 des 43 candidats qui n'ont reçu aucun vote. Il se présente aux élections partielles de mai 2008, de juillet 2009 et de juin 2010 ne recevant à nouveau aucun vote. Il est très critique de la manière dont les Lords ont été réformés, décrivant la procédure lors de l'élection partielle de mars 2007, avec 43 candidats et 47 électeurs, comme « un étrange avortement constitutionnel ».

#### Porte-parole et candidat du Parti pour l'indépendance du Royaume-Uni
Monckton rejoint le Parti pour l'indépendance du Royaume-Uni (UKIP) en 2009 et devient son principal porte-parole sur le changement climatique,. Aux élections générales de 2010, il est nommé candidat de l'UKIP pour la circonscription écossaise de Perth et du North Perthshire ; bien que pair héréditaire, il a le droit de se présenter aux élections à la Chambre des communes car il n'est pas membre de la Chambre des Lords. Il se retire conformément à la ligne de l'UKIP consistant de ne pas s'opposer aux autres candidats parlementaires eurosceptiques. En juin 2010, l'UKIP annonce qu'il a été nommé chef adjoint, pour servir aux côtés de David Campbell Bannerman sous la direction du chef du parti Malcolm Pearson, qui possède un domaine en Écosse adjacent à celui de Monckton. Paul Nuttall lui succède au poste de chef adjoint en novembre 2010.
En 2011, il se présente comme principal candidat de la liste du parti pour l'UKIP dans la circonscription du Parlement écossais de Mid Scotland et Fife mais n'est pas élu, la liste de l'UKIP se classant septième après avoir obtenu 1,1 % des voix de la région. Monckton dirige également l'unité politique de l'UKIP pendant un certain temps, mais selon le porte-parole du parti, il a renoncé à tout rôle formel en juin 2012, s'engageant dans une relation « semi-détachée » avec l'UKIP. En janvier 2013, il devient président de l'UKIP en Écosse, mais est limogé par le leader de l'UKIP, Nigel Farage en novembre 2013, à la suite de luttes intestines entre factions.

## Opinions

### Changement climatique
Monckton est partisan du déni du changement climatique,. Conseiller politique du Heartland Institute, il déclare que ceux qui mettent en garde contre les dangers du changement climatique devraient être emprisonnés, les qualifiant de « faux ». Il affirme qu'un effet de serre existe et que le dioxyde de carbone y contribue, mais affirme qu'il n'y a pas de « lien de causalité » entre la concentration de CO2 et la température moyenne mondiale, ce qui va à l'encontre des connaissances scientifiques sur le sujet. En 2019, il est l'un des signataires de la lettre ouverte « There is no Climate Emergency » rédigée par la fondation climatodénialiste Climate Intelligence Foundation. Il déclare que le rapport Stern sur l’économie du changement climatique sous-estime les coûts de l’atténuation du changement climatique et surestime ses avantages.

### Politique sociale et économique
Conseiller politique de Margaret Thatcher, Monckton est considéré comme « le cerveau derrière la politique thatchérienne consistant à donner aux locataires municipaux (logements sociaux) le droit d'acheter leur maison ». Monckton est l'un des supporters de la campagne familiale conservatrice dans les années 1990. Monckton est associé au Parti référendaire, conseillant son fondateur, James Goldsmith. En 2003, il aide un groupe séparatiste conservateur écossais, la Scottish Peoples Alliance.
En 1988, Eddy Shah : Aujourd'hui et la révolution des journaux décrit Monckton comme « un conservateur catholique fervent, direct et opiniâtre » qui est étroitement associé à la faction « Nouvelle droite » du Parti conservateur.

### Intégration européenne
Monckton est un eurosceptique, un opposant à l'intégration européenne. En 1994, il poursuit le gouvernement conservateur de John Major pour avoir accepté de contribuer aux coûts du protocole sur la politique sociale convenu dans le traité de Maastricht de 1993, bien que le Royaume-Uni ait bénéficié d'une dérogation au protocole. L'affaire est jugée par la Cour de session écossaise en mai 1994.

## Publications
- The Laker Story (avec Ivan Fallon). Christensen, 1982.
- Anglican Orders: null and void?. Livres d'histoire familiale, 1986.  (ISBN 0-9508007-0-8)
- The AIDS Report. 1987
- European Monetary Union: opportunities and dangers. Université de St. Andrews, Département d'économie. 1997